# Cybianthus blanchetii
Cybianthus blanchetii là một loài thực vật có hoa trong họ Anh thảo. Loài này được (A.DC.) G.Agostini mô tả khoa học đầu tiên năm 1980.